# Ruta CH-257
La ruta CH-257 es una carretera chilena que abarca la Región de Magallanes y Antártica Chilena en el Sur de Chile. La Ruta se inicia en Kamiri Aike y finaliza en el Paso Fronterizo San Sebastián, a 10 m s. n. m. En Argentina, la Ruta continúa como Ruta Nacional 3.

## Áreas Geográficas y Urbanas
- kilómetro 0 Kamiri Aike.
- kilómetro ¿? Puerto Espora.
- kilómetro Pto. Espora+35 Sara.
- kilómetro ¿? Paso Fronterizo San Sebastián.

## Aduanas
- Complejo Fronterizo San Sebastián Emplazado entre extensas pampas.
- Documentos Aduanas Chile, Servicio Agrícola Ganadero, Policía de Investigaciones y Carabineros en Monte Aymond.
- Horario De 8 a 22 horas en invierno, (Consultar horario de Verano en el Gobierno Provincial de Tierra del Fuego).

## Sectores de la Ruta
- Kamiri Aike·Punta Delgada Carretera Pavimentada.
- Estrecho de Magallanes Barcaza.
- Puerto Espora·Cerro Sombrero Carretera Pavimentada.
- Puerto Sombrero·San Sebastián Carretera Consolidada.
- San Sebastián·Paso Fronterizo San Sebastián Carretera Pavimentada.

- Datos: Q6113934